# Mandulis
Mandulis es el nombre griego del dios nubio Meruel, una forma local de Horus, dios que personifica la juventud solar en la mitología egipcia. Fue identificado con el sol y la luna llena, como ojos que le daban agudeza visual.
Nombre egipcio: Meruel (otras grafías: Merw, Merwl, Merwil, Merweter, Menrwil o Menlil). Nombre griego: Mandulis.

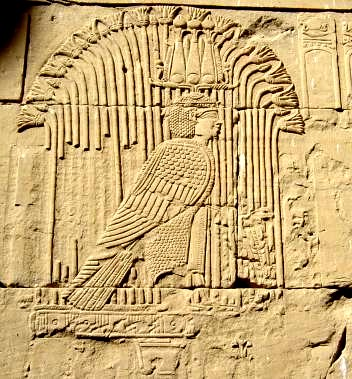
Bajorrelieve de Mandulis, en el templo de Kalabsha en Nubia.

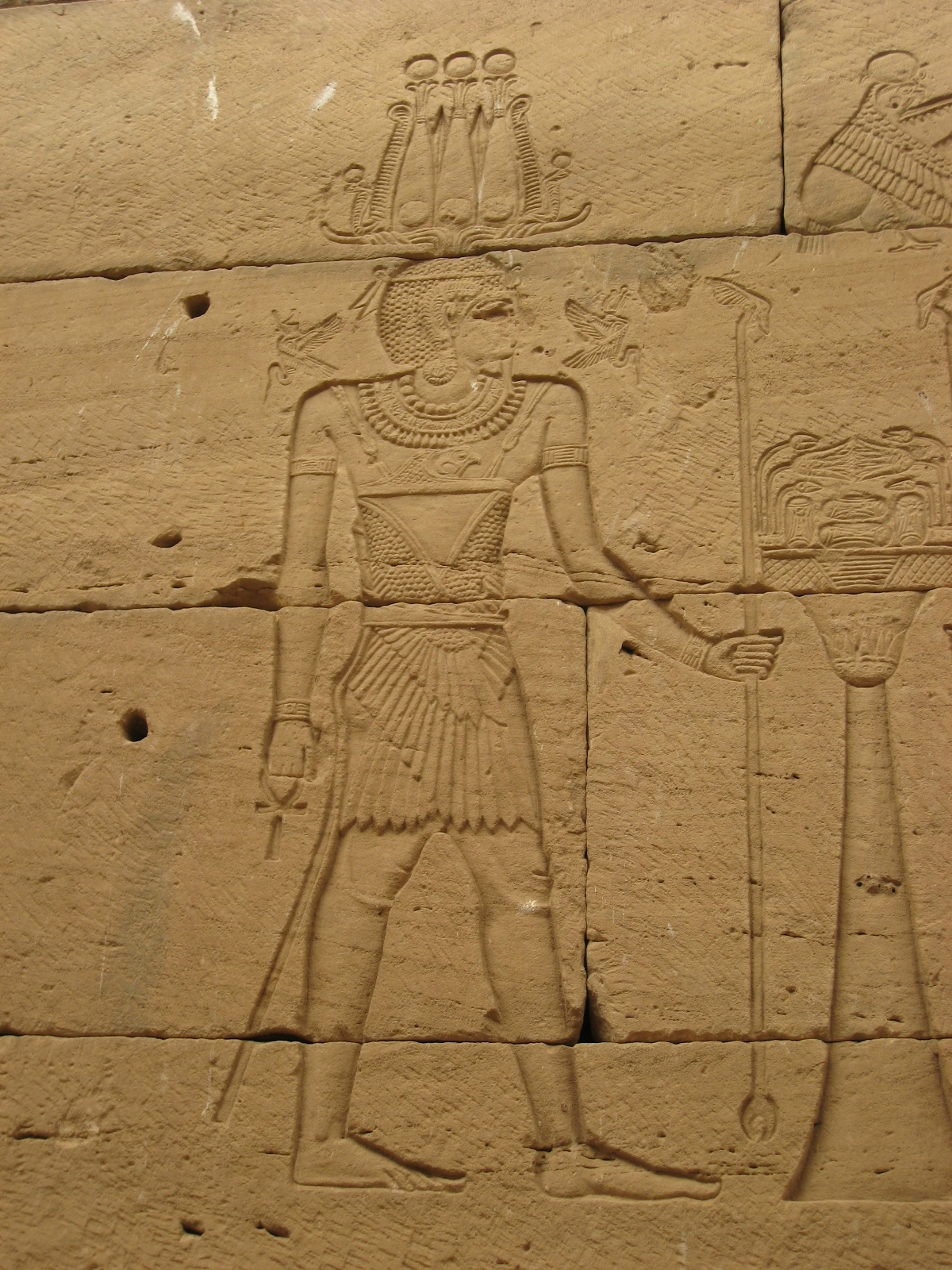
Mandulis representado como varón en el templo de Kalabsha.

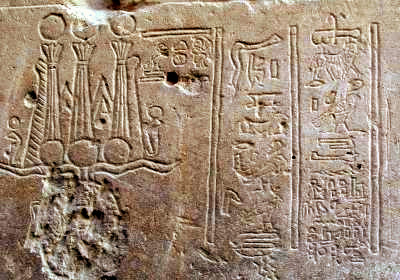
La inscripción de Esmet-Akhom. Los últimos jeroglíficos fueron grabados en el templo de File (Egipto), el 24 de agosto del año 394. Era una invocación al dios Mandulis.

## Iconografía
Se le representaba en forma de varón o de niño, tocado con la corona Hemhem provista de cuernos retorcidos, altas plumas, disco solar y cobras. 
También se le muestra como un halcón con cabeza humana, peinado nubio y con la corona Atef, provista de cuernos horizontales, dos altas plumas, motivos vegetales y discos solares. 
Algunas veces también se le representa como un león.

## Mitología
Fue considerado hijo de Isis y Osiris por los griegos. También se le asoció con Satis, diosa de la primera catarata del Nilo, y con Uadyet, diosa de Buto.

## Sincretismo
Se le relacionaba con Ra, aunque en la primera catarata se le asociaba a Osiris. Fue identificado con Horus en el periodo ptolemaico y romano. 

## Culto
Mandulis era un dios venerado en la Baja Nubia y, especialmente, por los blemios, nómadas de la región entre el río Nilo, de la primera a la segunda catarata, y la costa del mar Rojo, últimos paganos fieles a la religión egipcia, que aun lo adoraban en el siglo VI. Se podía ver su pequeña capilla en la isla de la diosa Isis, en File. Recibió culto en Kalabsha, durante el reinado de Augusto.
| U6 | Z3 | G43 | E23 |

| U6 | Z3 | G43 | E23 |